# Helicops
Helicops es un género de serpientes de la familia Colubridae. Se distribuyen por Sudamérica. Son serpientes acuáticas.

## Especies
Este género incluye 18 especies:
- Helicops angulatus (Linnaeus, 1758)
- Helicops apiaka Kawashita-Ribeiro, Ávila & Morais, 2013
- Helicops boitata Moraes-Da-Silva, Cecília Amaro, Sales-Nunes, Strüssman, Teixeira, Andrade, Sudré, Recoder, Rodrigues & Curcio, 2019
- Helicops carinicaudus (Wied-Neuwied, 1825)
- Helicops danieli Amaral, 1938
- Helicops gomesi Amaral, 1921
- Helicops hagmanni Roux, 1910
- Helicops infrataeniatus Jan, 1865
- Helicops leopardinus (Schlegel, 1837)
- Helicops modestus Günther, 1861
- Helicops nentur Costa, Santana, Leal, Koroiva & Garcia, 2016
- Helicops pastazae Shreve, 1934
- Helicops petersi Rossman, 1976
- Helicops polylepis Günther, 1861
- Helicops scalaris Jan, 1865
- Helicops tapajonicus Da Frota, 2005
- Helicops trivittatus (Gray, 1849)
- Helicops yacu Rossman & Dixon, 1975